# 2009年ウィンブルドン選手権
2009年 ウィンブルドン選手権（2009ねんウィンブルドンせんしゅけん、The Championships, Wimbledon 2009）は、イギリス・ロンドン郊外にある「オールイングランド・ローンテニス・アンド・クローケー・クラブ」にて、2009年6月22日から7月5日にかけて開催された。

## シニア

### 男子シングルス
ロジャー・フェデラー def.  アンディ・ロディック, 5–7, 7–6(6), 7–6(5), 3–6, 16–14
- フェデラーは2年ぶり6度目の優勝である。計77ゲームは大会決勝最多記録である。

### 女子シングルス
セリーナ・ウィリアムズ def.  ビーナス・ウィリアムズ, 7–6(3), 6–2
- セリーナにとって6年ぶり3度目の優勝である。

### 男子ダブルス
ダニエル・ネスター /  ネナド・ジモニッチ def.  ボブ・ブライアン /  マイク・ブライアン, 7–6(7), 6–7(3), 7–6(3), 6–3

### 女子ダブルス
ビーナス・ウィリアムズ /  セリーナ・ウィリアムズ def.  サマンサ・ストーサー /  レネ・スタブス, 7–6(4), 6–4

### 混合ダブルス
マーク・ノールズ /  アンナ＝レナ・グローネフェルド def.  リーンダー・パエス /  カーラ・ブラック, 7–5, 6–3

## ジュニア

### 男子シングルス
アンドレイ・クズネツォフ def.  ジョーダン・コックス, 4–6, 6–2, 6–2

### 女子シングルス
ノッパワン・ラトチェワカーン def.  クリスティナ・マダナビッチ, 3–6, 6–3, 6–1

### 男子ダブルス
Pierre-Hugues Herbert /  Kevin Krawietz def.  Julien Obry /  Adrien Puget, 6–7(3), 6–2, 12–10

### 女子ダブルス
ノッパワン・ラトチェワカーン /  サリー・ピアーズ def.  クリスティナ・マダナビッチ /  Silvia Njirić, 6–1, 6–1